# Tricholophia ceylonica
Tricholophia ceylonica – gatunek chrząszcza z rodziny kózkowatych i podrodziny zgrzypikowych. Jedyny przedstawiciel rodzaju Tricholophia.

## Zasięg występowania
Gatunek ten występuje na Sri Lance.